# Bus Simulator 21
Bus Simulator 21 (ou plus récemment Bus Simulator 21 Next Stop) est un jeu vidéo de simulation de conduite d'autobus (principalement) et de gestion développé par Stillalive Studios et édité par Astragon Entertainment. Il est sorti le 7 septembre 2021 sur PC, PlayStation 4 et Xbox One. Il fait partie de la franchise Bus Simulator et fait suite à Bus Simulator 18. Le jeu est, comme son prédécesseur, développé avec Unreal Engine 4.

## Système de jeu
Bus Simulator 21 est situé dans une ville à monde ouvert, nommée Angel Shores, une ville fictive moderne située aux États-Unis qui s'inspire de la région de la baie de San Francisco. Le jeu présente un littoral et des quartiers variés comme un quartier chinois. En plus de la carte ensoleillée de la Californie, le jeu reprend la carte européenne de l'opus précédent Bus Simulator 18, Seaside Valley, dans un format remanié,.
Comme dans tous les opus de la franchise, le joueur prend en charge une entreprise d'autobus et l'aide à progresser dans son développement financier en conduisant un véhicule tout en satisfaisant les usagers. Le joueur peut se déplacer en vue à la première ou à la troisième personne avec ou sans véhicule.
Du point de vue de la gestion, le joueur peut créer ses propres lignes de bus, mais aussi acheter, vendre, moderniser leurs bus, créer et planifier leurs horaires dans un cycle jour-nuit en heures creuses ou en heures de pointe avec des évènements météorologiques. En ce qui concerne les véhicules, le jeu présente le bus à impériale Alexander Dennis Enviro500 (en) ainsi que d'autres midibus, articulés. Ceux-ci peuvent être motorisés au gaz naturel, au diesel, et en électrique. Le jeu pourvoit en tout trente bus de marques populaires sous licence officiel (sans compter les contenus additionnels), tels que Iveco, Volvo ou encore Mercedes-Benz.

### Modes de jeu
Bus Simulator 21 est jouable en solo ou en multijoueur en coopération,. De même, il comporte trois modes de jeu, dont deux disponibles dans la version de base.
Tout d'abord, dans le mode Histoire, le joueur débloque les véhicules et les quartiers au fur et à mesure de sa progression. Il est vulnérable aux pénalités résultant d'accidents et possède des fonds financiers limités, donc se doit d'éviter de faire faillite. Ce mode est le seul permettant de commencer une partie avec un didacticiel.
Ensuite, en mode bac à sable, le joueur est libre de faire ce qu'il souhaite sans craindre des pénalités. Il possède déjà tous les quartiers, arrêts et véhicules, tandis que l'argent est illimitée
Enfin, depuis la mise à jour « Next Stop » du jeu, le mode Carrière est disponible ; c'est un mixte entre les deux précédents modes. En début de partie, le joueur a accès à l'ensemble des quartiers, arrêts et véhicules mais il dispose de fonds financiers limités. De plus, il est vulnérable aux pénalités dues aux accidents ou encore à la faillite.

## Développement et publication
Stillalive Studios et Astragon Entertainment restent respectivement le développeur et l'éditeur du jeu. Le jeu est sorti en version dématérialisée sur PC, PlayStation 4 et Xbox One le 7 septembre 2021. Des versions physiques sont prévues pour le 14 septembre. Des versions PlayStation 5 et Xbox Series sont susceptibles de suivre. Le modding est devenu accessible aux joueurs sur PC le 28 janvier 2022. Malgré les changements et améliorations, le jeu conserve encore quelques éléments de son prédécesseur Bus Simulator 18, notamment avec le retour de la ville de Seaside Valley, de tous les véhicules du jeu précédent (DLC compris), des voix et dialogues des PNJ, d'effets sonores, etc.

### Contenus additionnels
Le 23 juin 2022, à l'occasion de la mise à jour 2.19, Astragon officialise la présence de la marque VDL dans le jeu avec trois autobus et cinq décorations d'intérieur en contenu additionnel payant.
Le 28 février 2023, Astragon annonce une importante mise à jour prévue pour le 16 mai 2023 introduisant de nombreuses nouveautés comme l'ajout d'enfants en tant que personnages non jouables. Elle est aussi accompagnée d'une extension de carte gratuite au nord et à l'est de la carte Angel Shores. Le jeu sort sur l'Epic Games Store et le Microsoft Store à l'occasion. Il est également renommé Bus Simulator 21 Next Stop . Le multi-joueur cross-platform est prévu pour les joueurs Xbox et PC. Les détenteurs de consoles de neuvième génération voient leurs consoles avoir une version du jeu plus performante et adaptée à la puissance de ces consoles. La mise à jour apporte également un DLC de pack  de bus payant comprenant trois bus du constructeur Ebusco, d'un pack d'extension comprenant des bus scolaires du constructeur Blue Bird (en) et le mode pour les services scolaires, un pack de bus comprenant un bus scolaire de Thomas Built Buses séparément de l'extension scolaire, et enfin l'ajout du tramway sur Bus Simulator 21 dans un contenu additionnel payant, offrant une nouvelle fonctionnalité de jeu inédite se détachant légèrement de la conduite de véhicules habituelle. Ces voies de ces trams passent par plusieurs rues et boulevards des villes d'Angel Shores. et de Seaside Valley. Elles n'ont néanmoins pas d'aménagements pour ces matériels roulants si ce n'est que certains ajouts de stations de tramways. Les trams partagent donc bien souvent la même signalisation routière, et les mêmes routes que les bus à la différence qu'ils sont limités en desserte par le tracé des voies ferrées.

## Jeux dérivés

### Bus Simulator City Ride
Un jeu est également publié en tant qu'alternative pour iOS, Android et Nintendo Switch, plateformes avec appareils moins puissants, Bus Simulator City Ride. Le jeu est sorti le 13 octobre 2022.

### Tram Simulator Urban Transit
Le 5 décembre 2023 sort le jeu de simulation de conduite de tramways d'Astragon sur PC, Tram Simulator Urban Transit. Celui-ci est dérivé de Bus Simulator 21, avec comme point commun la carte d'Angel Shores, les graphismes et nombreux autres éléments du jeu d'origine. Le jeu se présente comme une continuité à l'extension Tram de Bus Simulator 21, poussant celle-ci beaucoup plus loin avec l'ajout exclusif de trams supplémentaires, d'un mode histoire original, d'un réseau ferroviaire plus étendu, et d'autres fonctionnalités. À la différence de Bus Simulator 21, le jeu ne contient pas la carte européenne de Seaside Valley bien que celle-ci soit compatible avec le DLC Extension Tram. Seul Angel Shores est jouable. L'équipe de développement annonce que les détenteurs de l'extension Tram sur Bus Simulator 21 se voient attribués le jeu gratuitement, et qu'en retour, les détenteurs du jeu Tram Simulator Urban Transit se voient attribués gratuitement l'extension Tram de Bus Simulator 21 si le jeu est possédé au préalable,. Ce jeu se verra ensuite être disponible sur console à partir du 23 Mars 2024.